# فرودگاه رسکو ترنر
فرودگاه رسکو ترنر (به انگلیسی: Roscoe Turner Airport) یک فرودگاه همگانی بهره‌برداری هوایی با کد یاتا CRX است که یک باند فرود آسفالت دارد و طول باند آن ۱۹۸۱ متر است. این فرودگاه در شهر کورینس، می‌سی‌سی‌پی کشور ایالات متحده آمریکا قرار دارد و در ارتفاع ۱۳۰ متری از سطح دریا واقع شده است.